# Familiestrip
Een familiestrip is een strip met als belangrijkste helden een familie of een gezin. Deze strips zijn vaak gericht op een zeer breed publiek dat meerdere leeftijdscategorieën omvat en kunnen dus door het hele gezin gelezen worden. Meestal verhaalt een familiestrip dan ook over gebeurtenissen binnen een familiale kring, of avonturen die vertrekken vanuit een gezin. Veel familiestrips bevatten herkenbare, humoristische situaties en zeer weinig tot helemaal geen seks en geweld, al zijn daar ook uitzonderingen op zoals De familie Doorzon.
Voorbeelden van familiestrips zijn klassieke Vlaamse stripreeksen als Suske en Wiske, Jommeke en De Kiekeboes. Hier gaat het om langlopende, commerciële reeksen waarvan geregeld nog nieuwe albums verschijnen. Ook Nederland kent een traditie van familiestrips. Voorbeelden zijn Jan, Jans en de kinderen, De familie Doorzon, Sjors en Sjimmie en Noortje.